# Norðurland eystra
Le Norðurland eystra, littéralement « Région du Nord-Est », est l'une des huit régions de l'Islande. Sa capitale est Akureyri, qui est également la plus grande ville de la région.

## Démographie
| Année | Population | Pourcentage de la population islandaise |
| ----- | ---------- | --------------------------------------- |
| 1920  | 14 222     | 15,06 %                                 |
| 1930  | 16 947     | 15,60 %                                 |
| 1940  | 19 769     | 16,26 %                                 |
| 1950  | 21 776     | 15,09 %                                 |
| 1960  | 22 449     | 12,52 %                                 |
| 1970  | 24 386     | 11,92 %                                 |
| 1980  | 27 703     | 11,98 %                                 |
| 1990  | 27 942     | 10,84 %                                 |
| 2000  | 28 181     | 9,89 %                                  |
| 2011  | 29 006     | 9,08 %                                  |
| 2020  | 30 600     | 8,40 %                                  |
| 2022  | 31 317     | 8,31 %                                  |

## Principales communes
- Akureyri
- Dalvík
- Húsavík
- Ólafsfjörður

## Municipalités du Norðurland eystra
- Akureyri
- Dalvíkurbyggð
- Eyjafjarðarsveit
- Fjallabyggð
- Grýtubakkahreppur
- Hörgárbyggð
- Langanesbyggð
- Norðurþing
- Skútustaðahreppur
- Svalbarðshreppur
- Svalbarðsstrandarhreppur
- Tjörneshreppur
- Þingeyjarsveit

## Comtés du Norðurland eystra
Eyjafjarðarsýsla • Norður-Þingeyjarsýsla • Suður-Þingeyjarsýsla

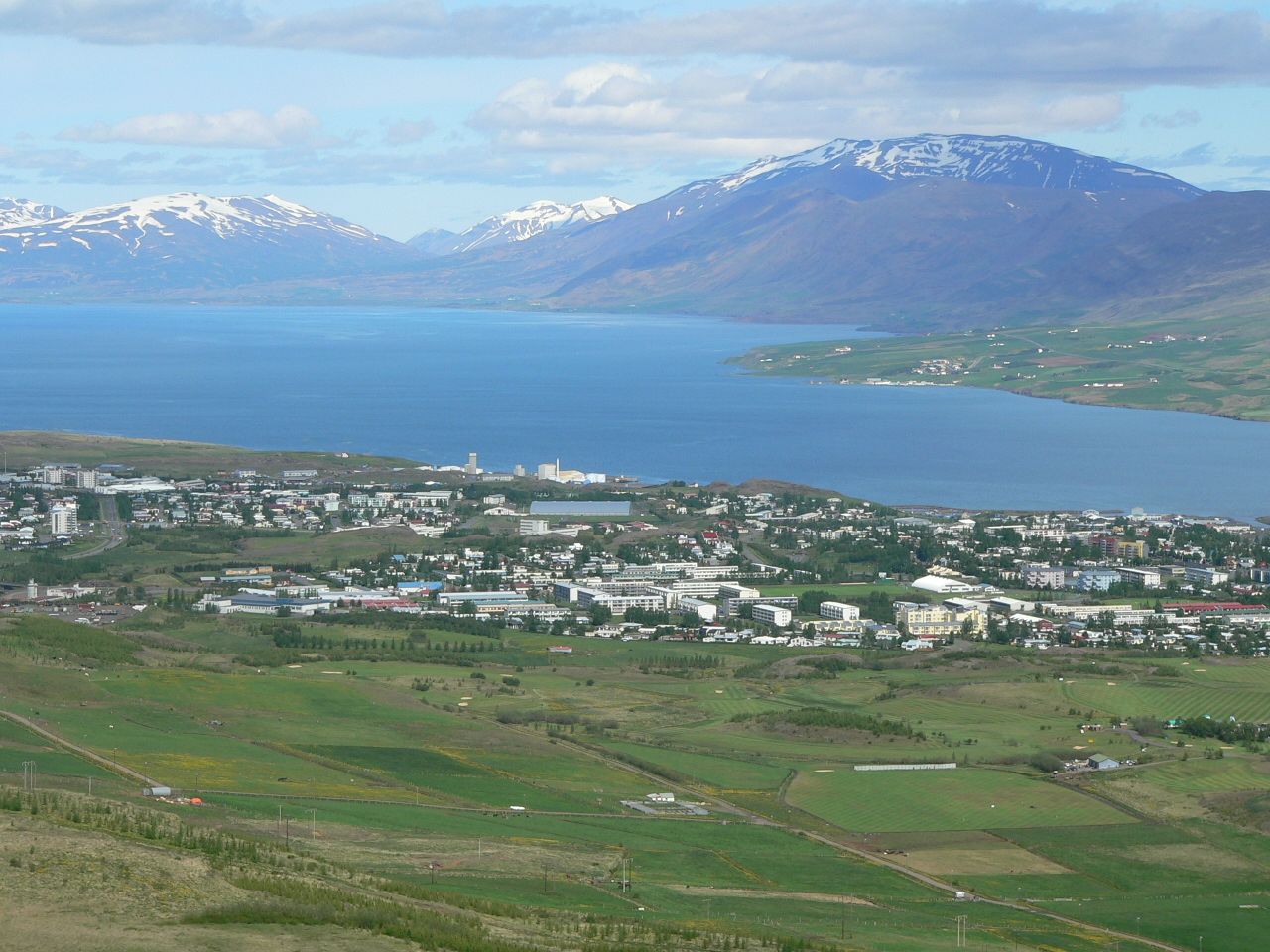
Akureyri et l'Eyjafjörður.
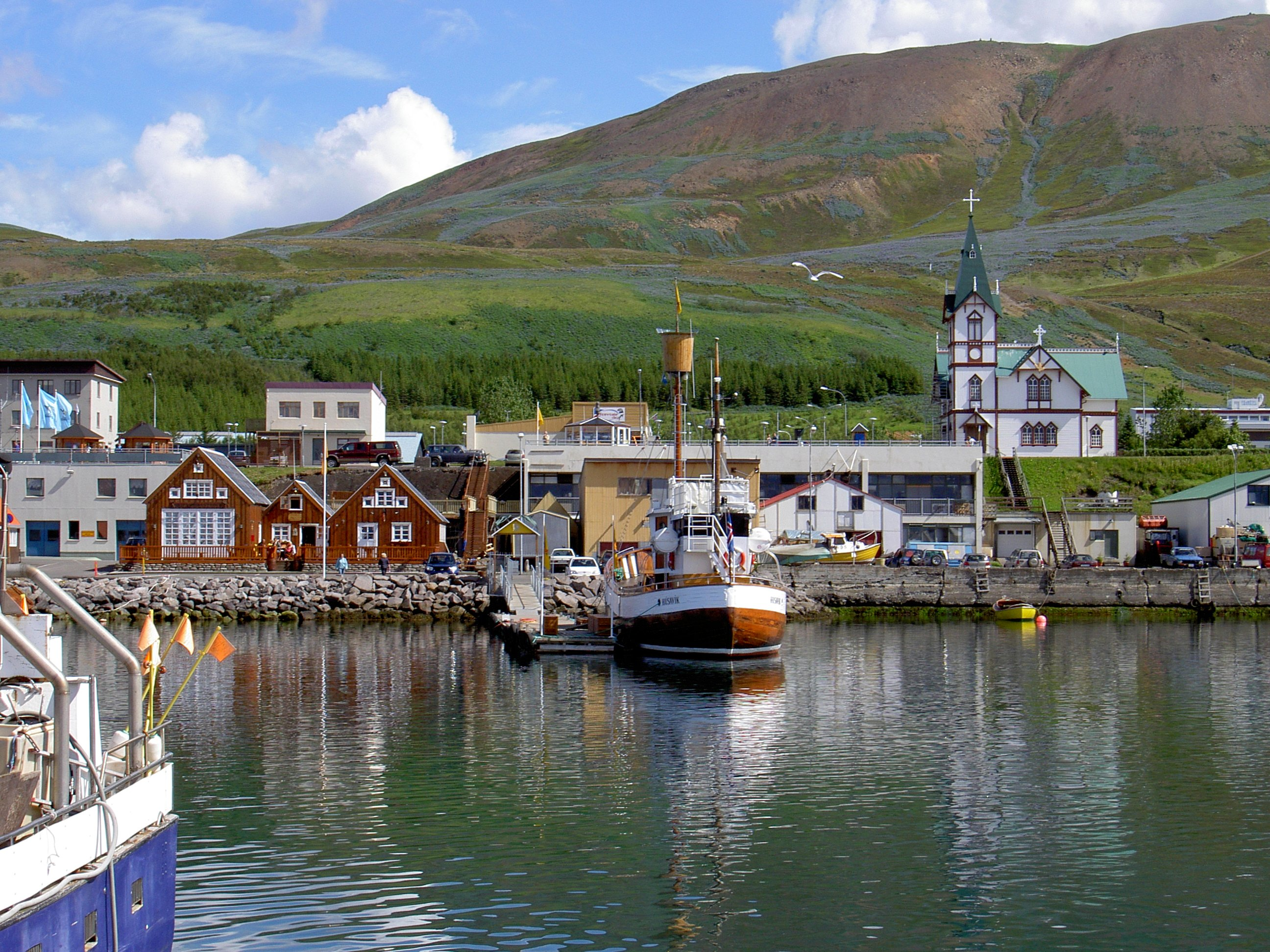
Húsavík
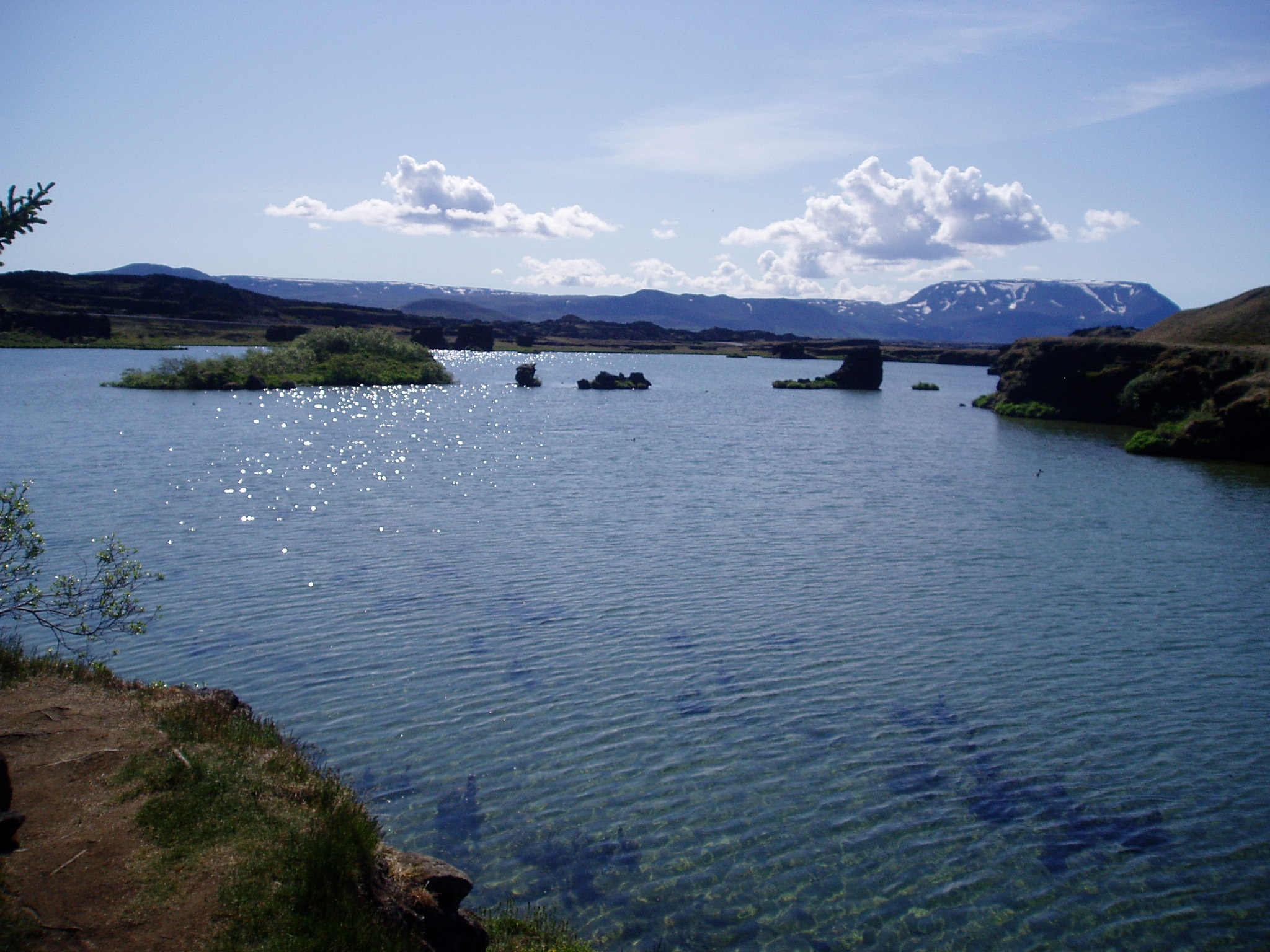
Le lac Mývatn
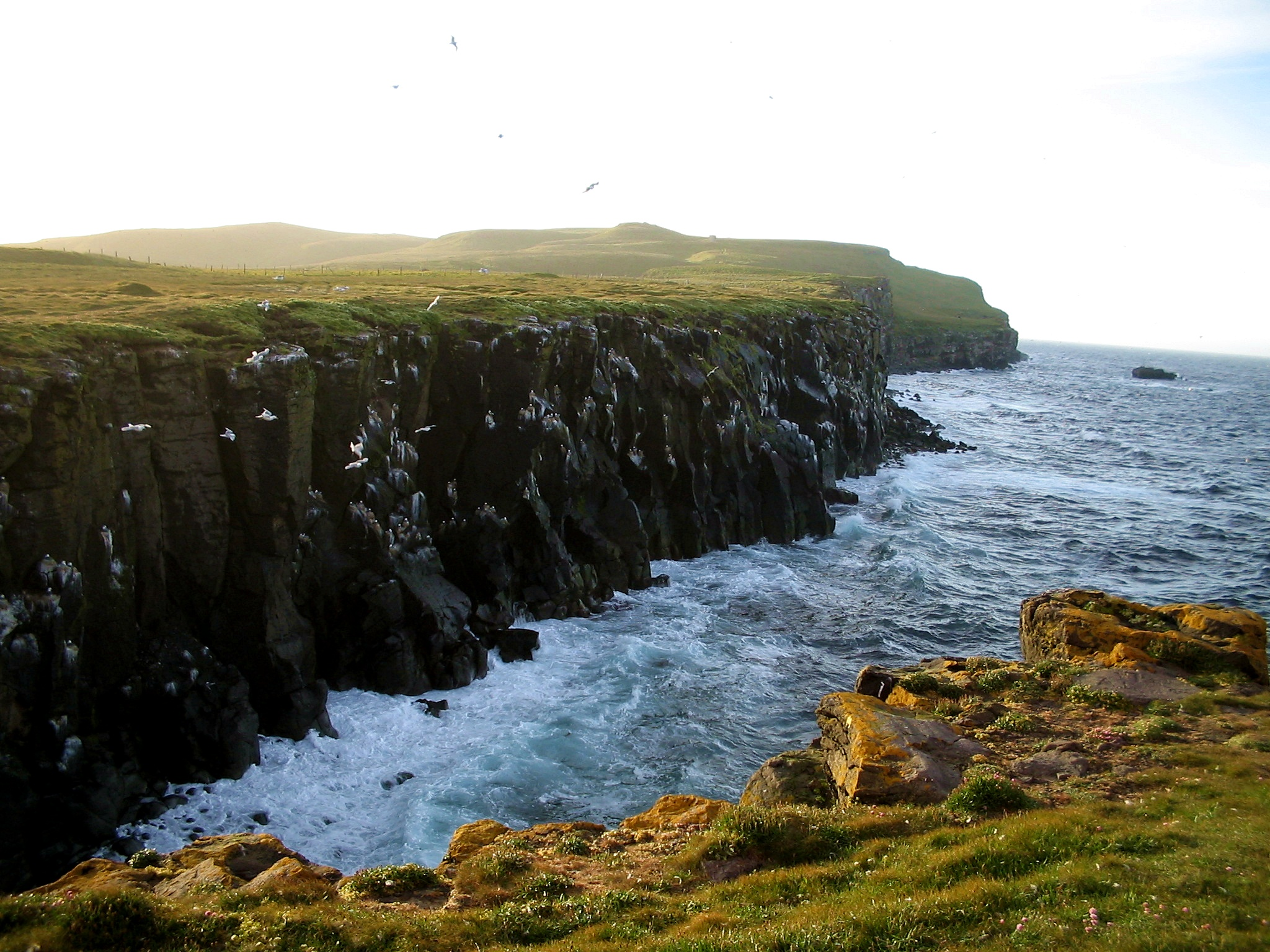
L'île de Grímsey
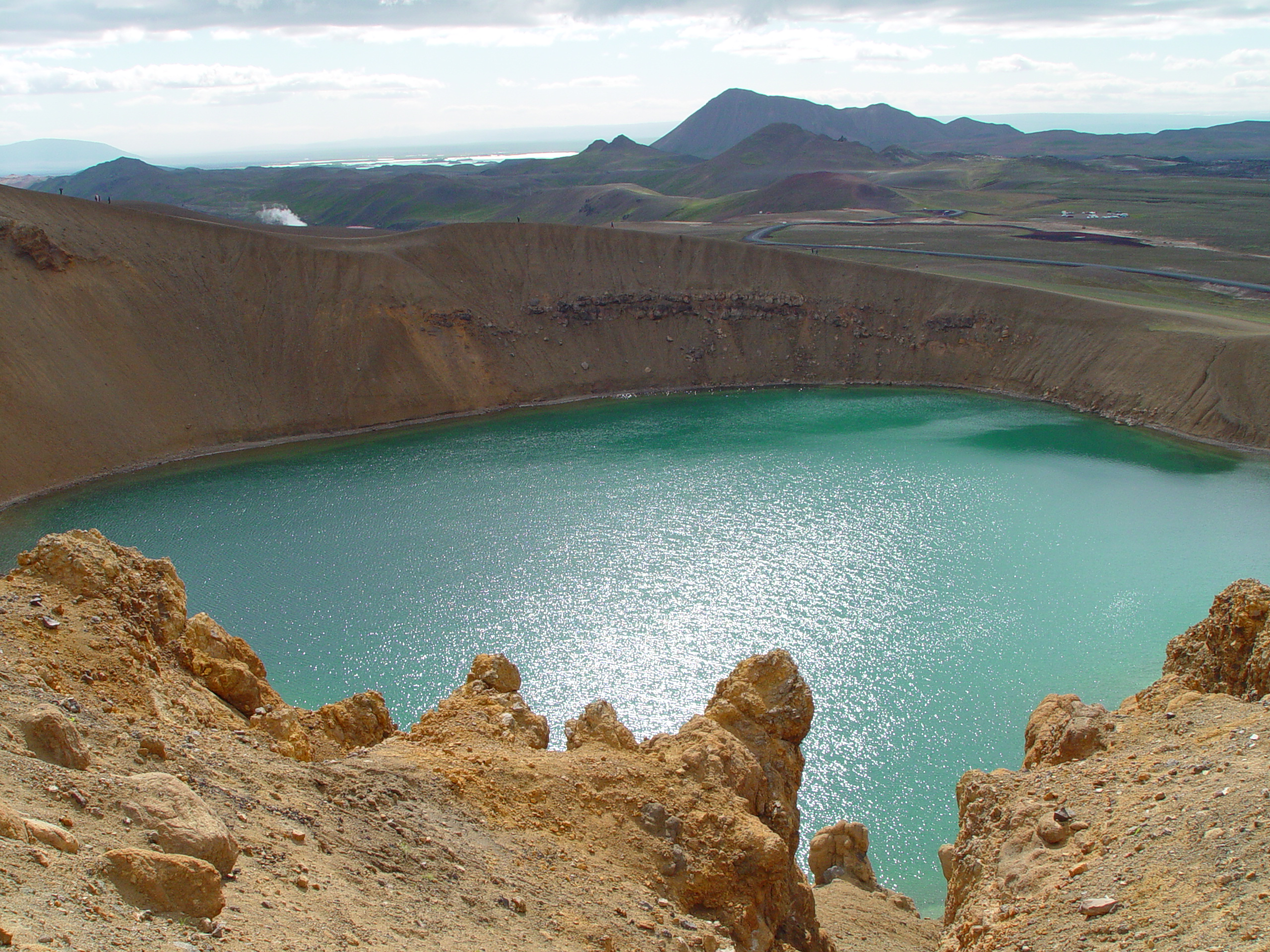
Le volcan Krafla
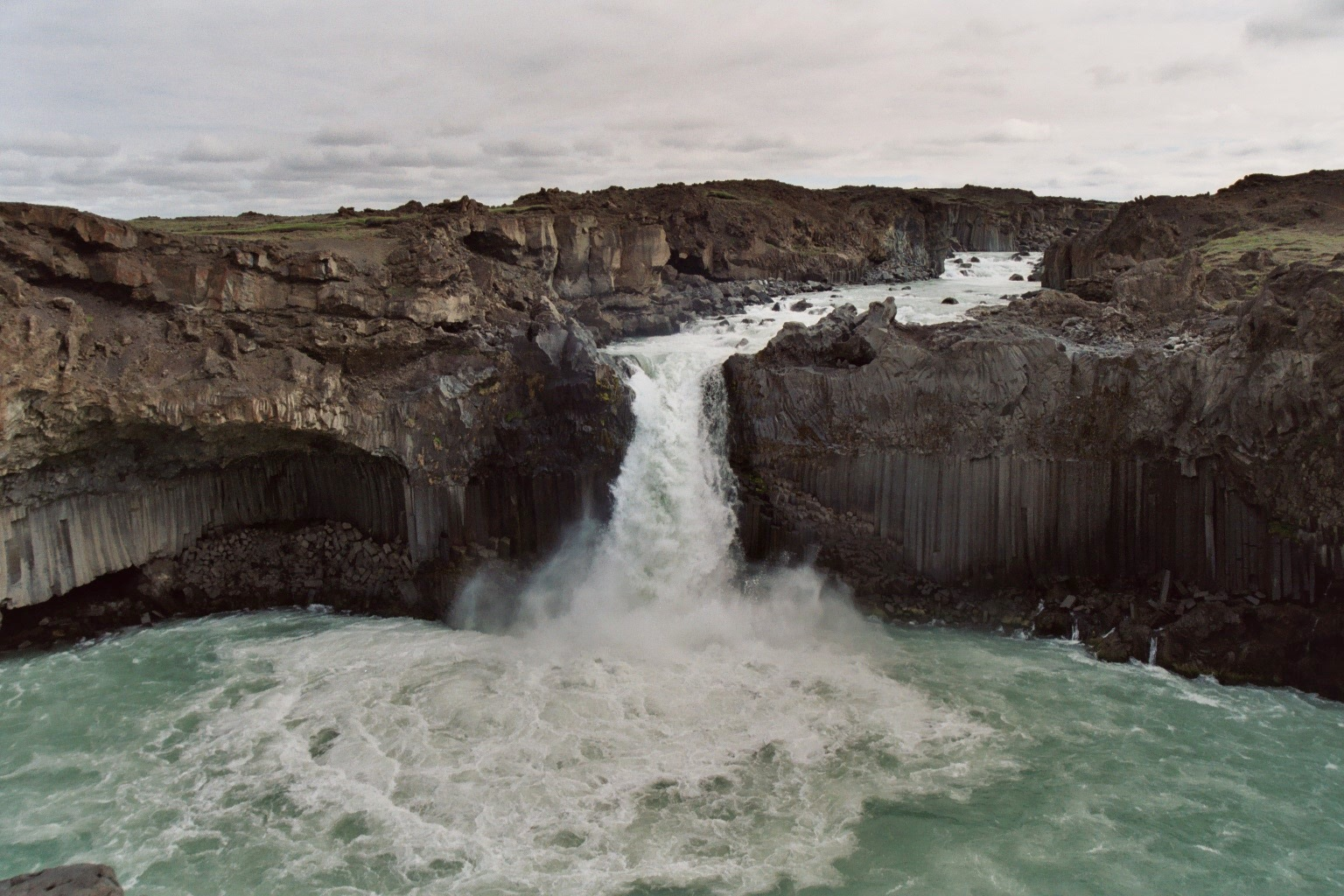
L'Aldeyjarfoss
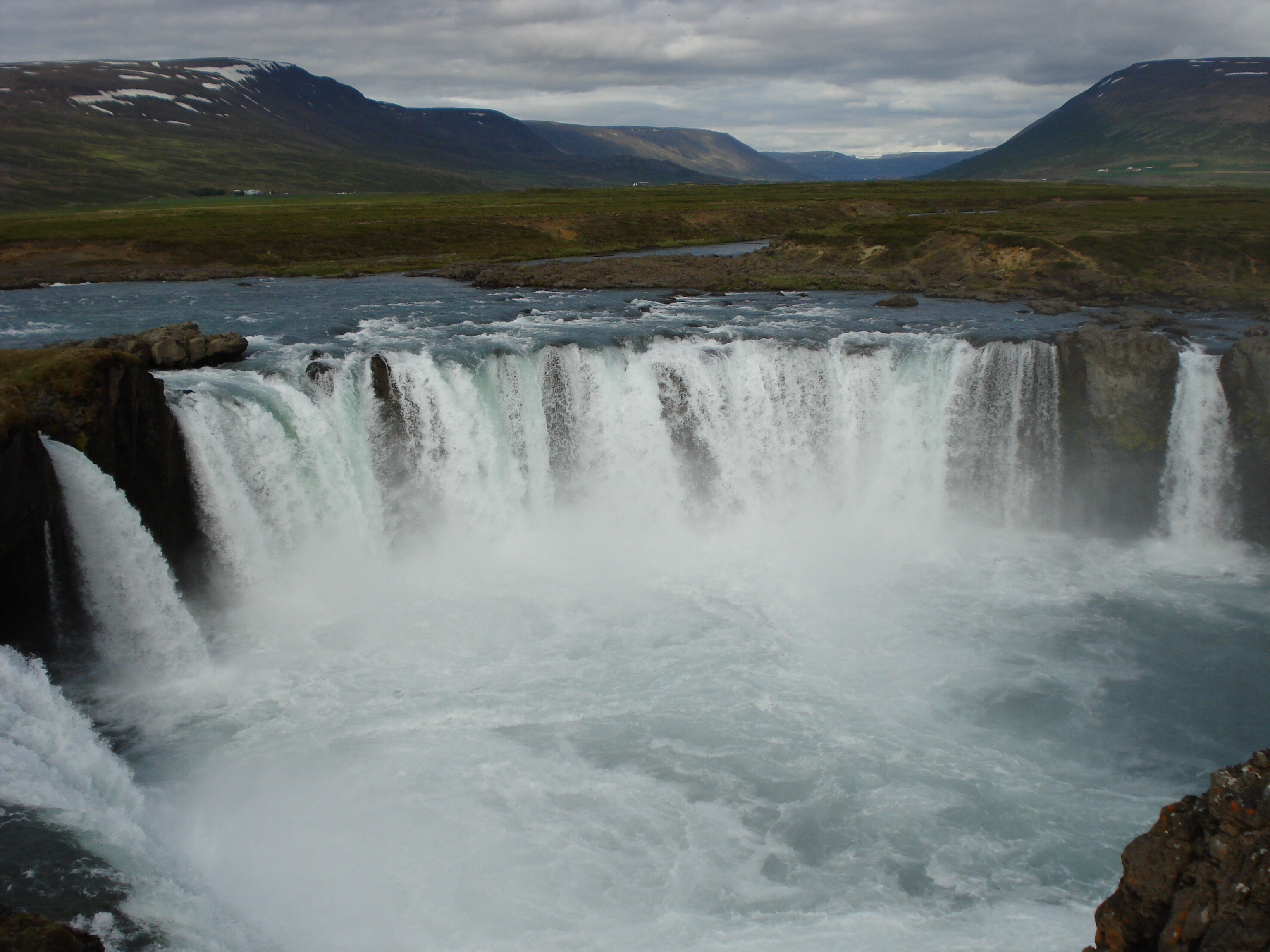
Goðafoss
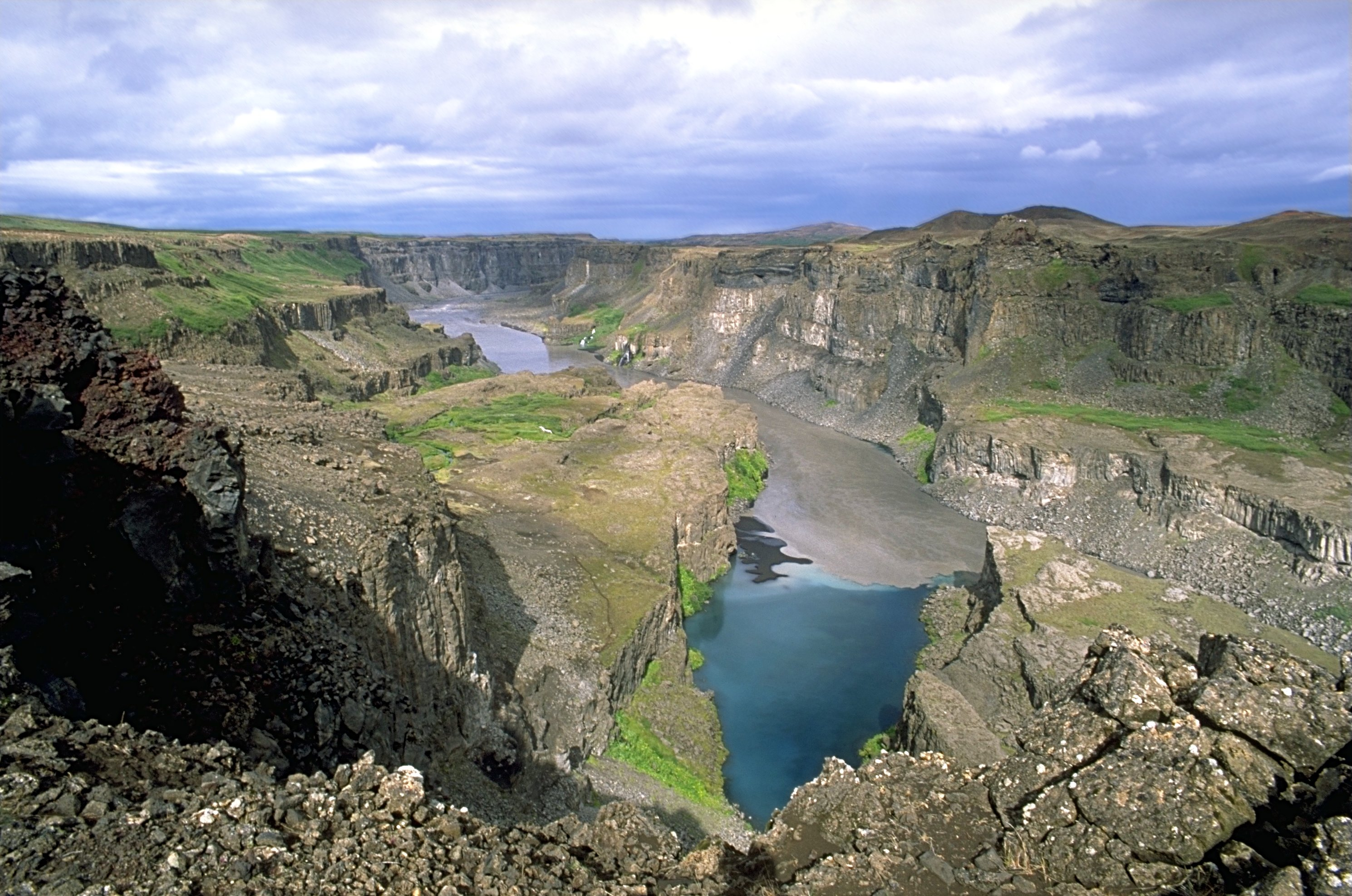
Le Parc national de Jökulsárgljúfur